# Geothlypis nelsoni
La mascarita matorralera (Geothlypis nelsoni) es una especie de ave paseriforme de la familia Parulidae endémica de las montañas del este y sur de México.

## Descripción
Mide 12 o 13 cm de longitud promedio en su edad adulta. Es de características similares a otras especies de su género. Como en todas éstas, el macho presenta una característica máscara negra. Se diferencia porque esta máscara está delimitada en su parte superior por evidente una raya gris. Las partes dorsales son pardo oliváceas y las ventrales amarillo brillante, con algo de oliva en los costados.
La hembra carece de máscara. La cara es olivácea, con un anillo ocular y una lista superciliar, ambos de color amarillo pálido. El resto del cuerpo es similar al macho: partes dorsales oliváceas, y ventrales amarillas. Es difícil distinguirla de las hembras de otras especies del género.
Los juveniles son similares a la hembra adulta.

## Distribución y hábitat
Es un endemismo mexicano. Se ha registrado a lo largo de la Sierra Madre Oriental, desde Coahuila y Nuevo León hasta Puebla, en la parte central y oriental del Eje Neovolcánico, en la Sierra Mixteca, y en la Sierra Madre del Sur (estado de Oaxaca). 
Habita en matorrales de tierras altas, entre 1.500 y 3.000 m snm, en zonas áridas o semihúmedas de clima templado a seco. No está tan relacionada con los cuerpos de agua como el resto de las especies de Geothlypis.

## Subespecies
Se conocen dos subespecies de Geothlypis nelsoni:
- Geothlypis nelsoni nelsoni (Richmond, 1900). Se distribuye en la Sierra Madre Oriental, de Coahuila a Puebla y Veracruz.

- Geothlypys nelsoni karlenae (Moore, 1946). Presente en el Eje Neovolcánico, Puebla y Oaxaca.